# Shongaloo
Shongaloo és una població dels Estats Units a l'estat de Louisiana. Segons el cens del 2000 tenia 162 habitants.

## Demografia
Segons el cens del 2000, Shongaloo tenia 162 habitants, 65 habitatges, i 47 famílies. La densitat de població era de 7,9 habitants/km².
Dels 65 habitatges en un 27,7% hi vivien nens de menys de 18 anys, en un 66,2% hi vivien parelles casades, en un 4,6% dones solteres, i en un 26,2% no eren unitats familiars. En el 23,1% dels habitatges hi vivien persones soles el 12,3% de les quals corresponia a persones de 65 anys o més que vivien soles. El nombre mitjà de persones vivint en cada habitatge era de 2,49 i el nombre mitjà de persones que vivien en cada família era de 2,83.
Per edats la població es repartia de la següent manera: un 21,6% tenia menys de 18 anys, un 5,6% entre 18 i 24, un 22,8% entre 25 i 44, un 28,4% de 45 a 60 i un 21,6% 65 anys o més.
L'edat mediana era de 45 anys. Per cada 100 dones de 18 o més anys hi havia 104,8 homes.
La renda mediana per habitatge era de 41.250 $ i la renda mediana per família de 48.750 $. Els homes tenien una renda mediana de 32.500 $ mentre que les dones 22.500 $. La renda per capita de la població era de 20.809 $. Entorn del 5% de les famílies i el 10,5% de la població estaven per davall del llindar de pobresa.

## Poblacions més properes
El següent diagrama mostra les poblacions més properes.